# Lucrezia Di Siena
Lucrezia Di Siena (fl. XVI secolo) è stata un'attrice italiana del XVI secolo, la prima donna documentata ad avere un vero contratto, e a esibirsi in una compagnia teatrale legata alle nuove formule spettacolari della commedia dell'arte.

## Biografia
In un contratto stipulato con un notaio di Roma, il 10 ottobre 1564, risulta per la prima volta una tal domina Lucretia Senensis ingaggiata da una compagnia che si proponeva di far commedie nel periodo di carnevale. 
Probabilmente una cortigiana di alto livello, un personaggio di elevata cultura in grado di comporre versi e di suonare strumenti, esponente della categoria delle "dame di compagnia", intese nell'accezione più nobile del termine le quali, con la crisi delle corti e soprattutto con l'azione moralizzatrice del Concilio di Trento, furono allontanate dal loro ambiente .
Precedentemente i ruoli femminili erano ricoperti da uomini e solo nel cinquecento qualche donna iniziò a calcare sporadicamente le scene. Questa apertura del teatro, avvenne grazie alle compagnie teatrali della Commedia dell'arte, che diedero l'opportunità ad alcune donne di mettere a frutto il loro talento, diventando così vere e proprie professioniste dello spettacolo. Soltanto alla fine del XVI secolo le donne avrebbero preso posto a pieno titolo nelle compagnie teatrali.